# Pecześke
Pecześke (ukr. Печеське) – wieś na Ukrainie, w obwodzie chmielnickim, w rejonie chmielnickim, w hromadzie Krasiłów. W 2001 liczyła 600 mieszkańców, spośród których 596 wskazało jako ojczysty język ukraiński, 3 rosyjski, a 1 białoruski.